# Ahn In-Young
Ahn In-Young là một nhà khoa học Hàn Quốc. Cô được biết đến với vai trò là người phụ nữ Hàn Quốc đầu tiên thăm Nam Cực và người phụ nữ châu Á đầu tiên trở thành lãnh đạo một trạm nghiên cứu ở Nam Cực (Trạm King Sejong). Cô là một nhà sinh thái học sinh vật đáy và hiện đang làm việc như là một nhà nghiên cứu chính cho Viện Nghiên cứu Địa cực Hàn Quốc.

## Thuở nhỏ và giáo dục
Ahn In-Young tốt nghiệp tại Đại học Quốc gia Seoul vào năm 1982 (chuyên ngành về hải dương học sinh học) và sau đó nhận bằng tiến sĩ về hải dương học từ Đại học Bang New York tại Stony Brook vào năm 1990. Cô bắt đầu nghiên cứu tại Viện Nghiên cứu Địa cực Hàn Quốc (KOPRI) vào tháng ngày 1 tháng 7 năm 1991.

## Sự nghiệp và tác động
Cô phụ trách về chương trình giám sát môi trường tại Trạm King Sejong từ năm 1996 đến năm 2011 và tiến hành điều tra hiện trường để có được dữ liệu khoa học cần thiết để chỉ định Khu vực đặc biệt được bảo vệ Nam Cực (ASPA # 171) gần trạm Hàn Quốc. Cô cũng đã từng làm đại diện và một điểm liên lạc quốc gia của Ủy ban Bảo vệ Môi trường (CEP) tại Hệ thống Hiệp ước châu Nam Cực từ năm 1997 đến năm 2014, cho đến khi cô được chỉ định làm nhân viên phụ trách qua mùa đông. Ahn đã từng là phó chủ tịch của Viện nghiên cứu Địa cực Hàn Quốc (KOPRI) từ tháng 5 năm 2010 đến tháng 6 năm 2012. Cô cũng giữ chức vụ Phó Chủ tịch của Hiệp hội Hải dương học Hàn Quốc trong năm 2010-2011, và Hiệp hội Khoa học và Công nghệ Phụ nữ Hàn Quốc vào năm 2014 và 2015. Cô là trưởng đoàn thám hiểm của đội overwintering thứ 28 (2015) của Trạm Nam Cực Hàn Quốc ở King Sejong.
Cô quan tâm nghiên cứu đến các vấn đề bao gồm sinh thái đáy biển Nam Cực với các lợi ích đặc biệt về động vật không xương sống dưới đáy biển và giám sát hệ sinh thái biển ven biển Nam Cực. Cô đã nghiên cứu nghiêu Nam Cực Laternula elliptica, một loài sinh vật biển thân mềm hai mảnh vỏ ở Nam Cực. Nghiên cứu hiện tại của Ahn bao gồm các nghiên cứu về tác động của sự rút lui sông băng đến các quần xã đáy biển gần bờ trạm King Sejong.
Hiện tại, cô là giáo sư phụ trợ của trường Đại học Khoa học và Công nghệ (UST), và là một nhà nghiên cứu khoa học chính tại Viện Nghiên cứu Địa cực Hàn Quốc (KOPRI), là một bộ phận của Viện Khoa học và Công nghệ Đại dương Hàn Quốc (KIOST).

## Giải thưởng và vinh danh
Chính phủ Hàn Quốc đã trao tặng cô Huân chương Khoa học và Công nghệ cho thành tựu xuất sắc trong Nghiên cứu Nam Cực vào tháng 4 năm 2001. Cô được khen ngợi từ Bộ Môi trường Hàn Quốc vào tháng 6 năm 2008 vì sự đóng góp của cô trong việc chỉ định khu vực được bảo vệ đặc biệt Nam Cực (ASPA # 171) gần trạm King Sejong. Năm 2016, cô đã nhận được giải thưởng của Thủ tướng Chính phủ Hàn Quốc để ghi nhận thành tích của mình với tư cách là nhà lãnh đạo đài tại trạm King Sejong.